# Klejnówko
Klejnówko (deutsch Klenau (Gut)) ist ein Ort in der polnischen Woiwodschaft Ermland-Masuren. Er gehört zur Landgemeinde Braniewo (Braunsberg) im Powiat Braniewski (Kreis Braunsberg).

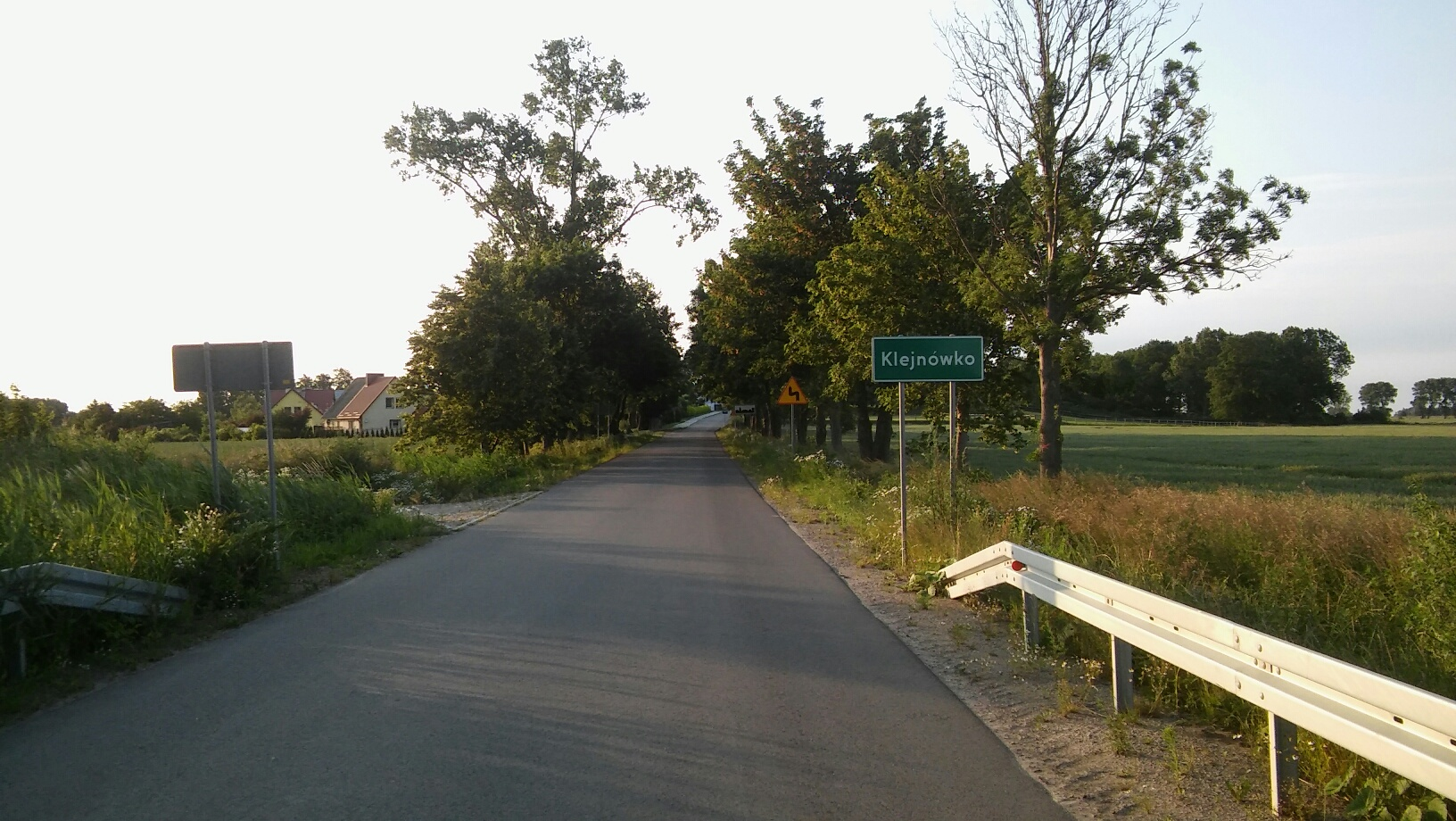
Ortseinfahrt Klejnówko

## Geographische Lage
Klejnówko liegt 1 Kilometer östlich des Frischen Haffs (polnisch Zalew Wiślany) im Nordwesten der Woiwodschaft Ermland-Masuren, fünf Kilometer nordwestlich der Kreisstadt Braniewo (Braunsberg).

## Geschichte
Der Gutsort Klenauhof wurde erst nach 1820 „Gut Klenau“ genannt. Im Jahre 1874 wurde der Ort als ein „Gutsbezirk“ in den neu errichteten Amtsbezirk Klenau im ostpreußischen Kreis Braunsberg, Regierungsbezirk Königsberg, aufgenommen. Im Jahre 1910 zählte Gut Klenau 69 Einwohner.
Im Jahre 1928 verlor der Gutsbezirk Klenau seine Eigenständigkeit und wurde in die Landgemeinde Klenau eingegliedert.
Als in Kriegsfolge 1945 das gesamte südliche Ostpreußen an Polen fiel, wurde das Gut Klenau wieder verselbständigt und erhielt die polnische Namensform „Klejnówko“. Heute ist es eine Ortschaft im Verbund der Gmina Braniewo (Landgemeinde Braunsberg) im Powiat Braniewski (Kreis Braunsberg), von 1975 bis 1998 der Woiwodschaft Elbląg, seither der Woiwodschaft Ermland-Masuren zugehörig.

## Religion
Klejnówko gehört heute wie Gut Klenau vor 1945 zur römisch-katholische Kirche in Braniewo (Braunsberg) im jetzigen Erzbistum Ermland. Bis 1945 war der Ort auch in die evangelische Kirche Braunsberg in der Kirchenprovinz Ostpreußen der Kirche der Altpreußischen Union eingegliedert, während er heute der Diözese Masuren der Evangelisch-Augsburgischen Kirche in Polen zugeordnet ist.

## Verkehr
Klejnówko liegt an einer Nebenstraße, die bei Braniewo (Braunsberg) von der polnischen Landesstraße 54 (hier im Abhscnitt der ehemaligen deutschen Reichsstraße 1) abzweigt und über Ułowo (Auhof) nach Nowa Pasłęka (Neu Passarge) führt. Die nächste Bahnstation ist Braniewo an der Bahnstrecke Olsztyn Gutkowo–Braniewo der Polnischen Staatsbahn.